# Liste de jeux multijoueur par navigateur
La liste de jeux multijoueur par navigateur regroupe les jeux vidéo multijoueur sortis sur navigateur web.
| Titre        | Développeur                        | Date | Type                           | Déroulement   | Cadre                                 |
| ------------ | ---------------------------------- | ---- | ------------------------------ | ------------- | ------------------------------------- |
| Kaaarot      | Lambda Humans                      | 2022 | Jeu d'action, Jeu de stratégie | Temps réel    | Imaginaire                            |
| Bloody Rules | Musta Games                        | 2020 | Jeu de stratégie               | Temps réel    | Contemporain                          |
| Arkedya      | Développeurs indépendants          | 2023 | Jeu de stratégie               | Temps réel    | Post-apocalyptique                    |
| Apocalypsis  |                                    | 2005 | Jeu de rôle                    | Temps réel    | Science-fiction                       |
| BSQ1492      | Syldi Studio                       | 2015 | Jeu de rôle                    | Temps réel    | Renaissance / Haut Moyen Âge          |
| Club Penguin | New Horizon Entertainment / Disney | 2005 | Réseautage social              | Temps réel    | Monde virtuel / Antarctique           |
| Empire Immo  | Développeur indépendant            | 2007 | Jeu de gestion                 | Temps réel    | Contemporain / Immobilier             |
| eRepublik    | eRepublik Labs                     | 2008 | Jeu de stratégie               | Temps réel    | Contemporain / Construction           |
| Evony        | Evony                              | 2009 | Jeu de stratégie               | Temps réel    | Contemporain / Construction           |
| Free Realms  | Sony Online Entertainment          | 2009 | MMORPG                         | Temps réel    | Fantasy                               |
| Habbo Hotel  | Sulake Inc.                        | 2000 | Réseautage social              | Temps réel    | Contemporain                          |
| Hattrick     | ExtraLives                         | 1997 | Jeu de stratégie               | Temps réel    | Contemporain                          |
| Ikariam      | Gameforge                          | 2007 | Jeu de stratégie               | Temps réel    | Grèce antique / Formation d'un empire |
| kdice        | Ryan Dewsbury                      | 2006 | Jeu de stratégie               | Tour par tour | War Game                              |
| Nemexia      | XS Software                        | 2009 | Jeu de stratégie               | Tour par tour |                                       |
| OGame        | Gameforge AG                       | 2002 |                                | Temps réel    | Science-fiction                       |
| Quake Live   | id Software                        | 2009 | First-person shooter           | Temps réel    | Science-fiction                       |
| RuneScape    | Jagex                              | 1999 | MMORPG                         | Temps réel    | Fantasy                               |
| Travian      | Travian Games                      | 2006 | Jeu de stratégie               | Temps réel    | Antiquité / Formation d'un empire     |